# Daniel Maldini
Daniel Maldini (Milán, 11 de octubre de 2001) es un futbolista italiano que juega en la posición de delantero en el Atalanta B. C. de la Serie A.

## Trayectoria
Empezó a formarse como futbolista en el A. C. Milán desde los nueve años, donde estuvo formándose durante diez años, llegando a ganar el Campeonato Nacional sub-16 tras vencer a la A. S. Roma en la final por 5-2. Finalmente el 2 de febrero de 2020 debutó con el primer equipo en un partido de la Serie A contra el Hellas Verona, partido en el que sustituyó a Samuel Castillejo en el minuto 93 y que finalizó con un resultado de empate a uno. Anotó su primer gol profesional el 25 de septiembre de 2021 en la victoria ante el Spezia Calcio.
Tras dos temporadas con el primer equipo fue cedido al Spezia Calcio por una temporada. La siguiente fue prestado al Empoli F. C. antes de ser traspasado a la A. C. Monza en enero de 2024. Un año después dejó el club y fichó por el Atalanta B. C.

## Selección nacional
Categorías inferiores
Ganó su primer partido internacional con la selección de fútbol de Italia en el nivel sub-18, en una victoria por 2-0 contra los Países Bajos el 22 de marzo de 2019. Más tarde ese año, ganó dos partidos internacionales con la sub-19.
En 2021 fue internacional tres veces con Italia sub-20 y marcó su primer gol internacional en el empate 1-1 contra Inglaterra el 7 de octubre de 2021. 
Absoluta
El 14 de octubre de 2024 hizo su debut con la absoluta en un encuentro de la Liga de Naciones de la UEFA 2024-25 frente a Israel que ganaron por cuatro a uno.

## Estadísticas

### Clubes
Actualizado al último partido disputado el 17 de mayo de 2025.
| Club                    | Div.          | Temporada     | Liga  | Liga  | Copas nacionales | Copas nacionales | Copas internacionales | Copas internacionales | Total | Total |
| Club                    | Div.          | Temporada     | Part. | Goles | Part.            | Goles            | Part.                 | Goles                 | Part. | Goles |
| ----------------------- | ------------- | ------------- | ----- | ----- | ---------------- | ---------------- | --------------------- | --------------------- | ----- | ----- |
| A. C. Milan · Italia    | 1.ª           | 2019-20       | 2     | 0     | 0                | 0                | —                     | —                     | 2     | 0     |
| A. C. Milan · Italia    | 1.ª           | 2020-21       | 5     | 0     | 0                | 0                | 4                     | 0                     | 9     | 0     |
| A. C. Milan · Italia    | 1.ª           | 2021-22       | 8     | 1     | 2                | 0                | 3                     | 0                     | 13    | 1     |
| A. C. Milan · Italia    | Total club    | Total club    | 15    | 1     | 2                | 0                | 7                     | 0                     | 24    | 1     |
| Spezia Calcio · Italia  | 1.ª           | 2022-23       | 18    | 2     | 2                | 1                | —                     | —                     | 20    | 3     |
| Spezia Calcio · Italia  | Total club    | Total club    | 18    | 2     | 2                | 1                | 0                     | 0                     | 20    | 3     |
| Empoli F. C. · Italia   | 1.ª           | 2022-23       | 7     | 1     | 0                | 0                | —                     | —                     | 7     | 1     |
| Empoli F. C. · Italia   | Total club    | Total club    | 7     | 1     | 0                | 0                | 0                     | 0                     | 7     | 1     |
| A. C. Monza · Italia    | 1.ª           | 2023-24       | 11    | 4     | 0                | 0                | —                     | —                     | 11    | 4     |
| A. C. Monza · Italia    | 1.ª           | 2024-25       | 20    | 3     | 1                | 0                | ―                     | ―                     | 21    | 3     |
| A. C. Monza · Italia    | Total club    | Total club    | 31    | 7     | 1                | 0                | 0                     | 0                     | 32    | 7     |
| Atalanta B. C. · Italia | 1.ª           | 2024-25       | 10    | 3     | 1                | 0                | —                     | —                     | 11    | 3     |
| Atalanta B. C. · Italia | Total club    | Total club    | 10    | 3     | 1                | 0                | 0                     | 0                     | 11    | 3     |
| Total carrera           | Total carrera | Total carrera | 81    | 13    | 6                | 1                | 7                     | 0                     | 94    | 14    |

## Palmarés

### Títulos nacionales
| Título  | Club        | País   | Año  |
| ------- | ----------- | ------ | ---- |
| Serie A | A. C. Milan | Italia | 2022 |

## Vida privada
Daniel nació en Milán, siendo el segundo hijo del excapitán del A. C. Milan, Paolo Maldini, y de Adriana Fossa Blanco, una modelo venezolana. Su abuelo Cesare también fue capitán del Milan en los años 1960. Su hermano mayor Christian, jugó en los equipos juveniles del Milan, pero más tarde se iría a jugar profesionalmente en una liga de menor nivel.